# 鷹礦
鷹礦（英語：Eagle Mine）是美國科羅拉多州吉爾曼附近的一個廢棄礦井，位於明特恩東南約一英里處。
鷹礦的開採始於1880年代，最初開採黃金和白銀，但在運營後期主要開採鋅。該礦於1984年關閉，並成為環境保護局(EPA)超級基金的所在地。